# ハンティントン (ニューヨーク州)
ハンティントン(Huntington)はニューヨーク州のサフォーク郡にある町。同郡北西部にあるロングアイランドの北岸（North Shore)に位置し、北にロングアイランド湾、西に隣接してナッソー郡がある。1653年に町が誕生し、現在はニューヨーク都市圏の一部を形成している。2010年のアメリカ国勢調査によると、町の人口は20万3264人である。

## 歴史
- 1653年、オイスター・ベイ（英語版）から来た3人（Richard Holbrook,Robert Williams,Daniel Whitehead）がマティーンコック族（英語版）から一角の土地を購入した。この区画は「First Purchase（最初の購入）」 として知られていて、西にコールドスプリングハーバー、東にノースポート（英語版）港、南にオールドカントリーロード（英語版）、北にロングアイランド湾を含む場所である。3人は入植者たちにその土地を渡した[2]。
- 1660年、ニューアムステルダム植民地には珍しくイギリス人入植者が大半を占めていたハンティントンは、投票でコネチカット植民地の一部となった。
- 1664年、英国がニューアムステルダムを支配（ニューヨークに改名）したことで、ハンティントンはニューヨークの管轄区域に正式復帰した[2]。
- 1775年-1783年、ロングアイランドの戦いに続いてアメリカ独立戦争の間じゅう、英国軍はハンティントンを本部として使用し、戦争が終わるまでこの地に残って野営を張っていた[2]。
- 1867年、ロングアイランド鉄道が通ったことで、ハンティントンの経済が以前の農業と船積みから、観光と通勤に変わった。コールドスプリングハーバーは夏の人気リゾート地になった[2]。

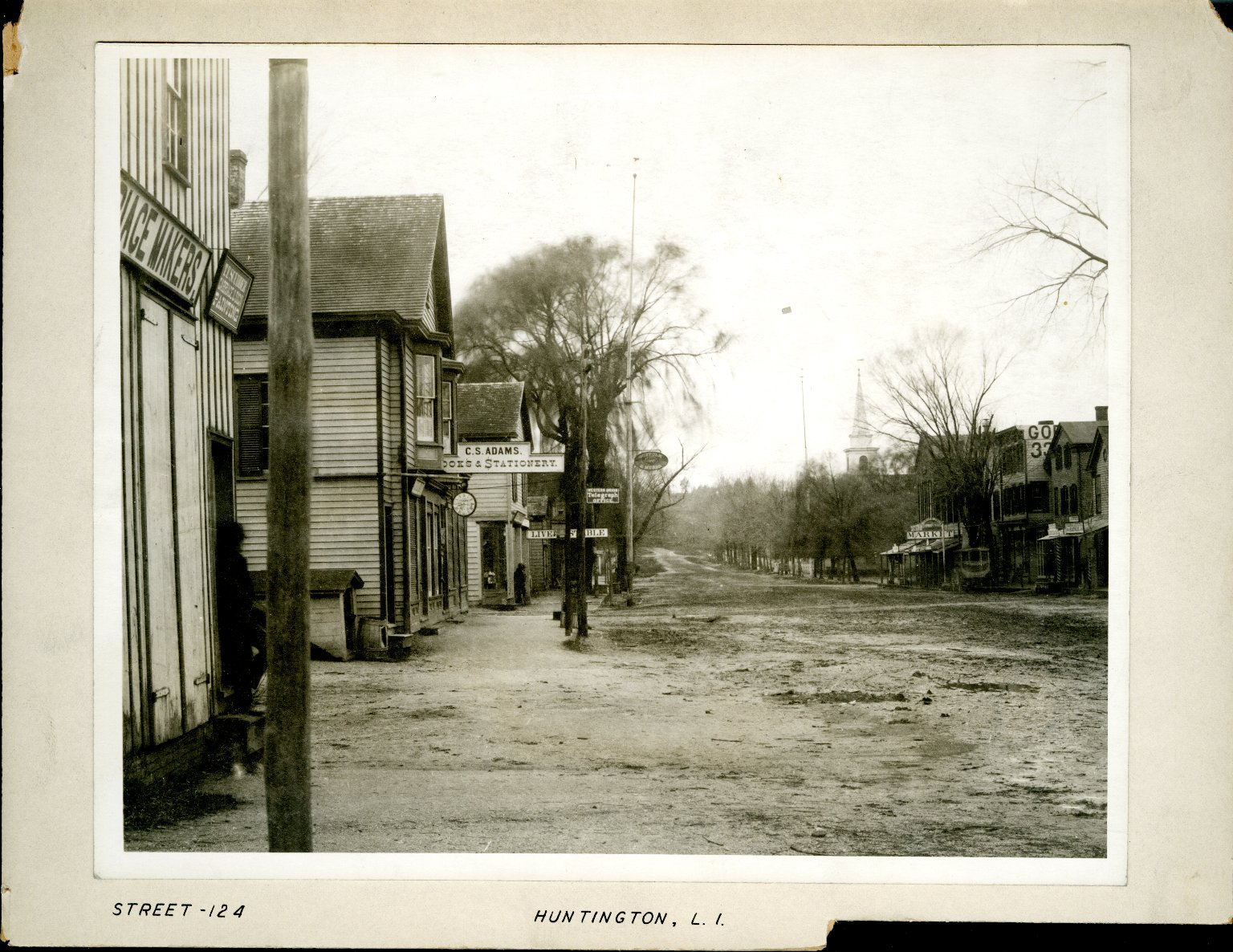
1872-1887年頃、ロングアイランドのハンティントンの通り。ジョージ・ブラッドフォード・ブレイナード撮影。ブルックリン美術館

- 1872年、町の南部がバビロン（英語版）を作るため正式に分離された。ハンティントンはバビロンも含め近代的な街へと成長していった[2]。

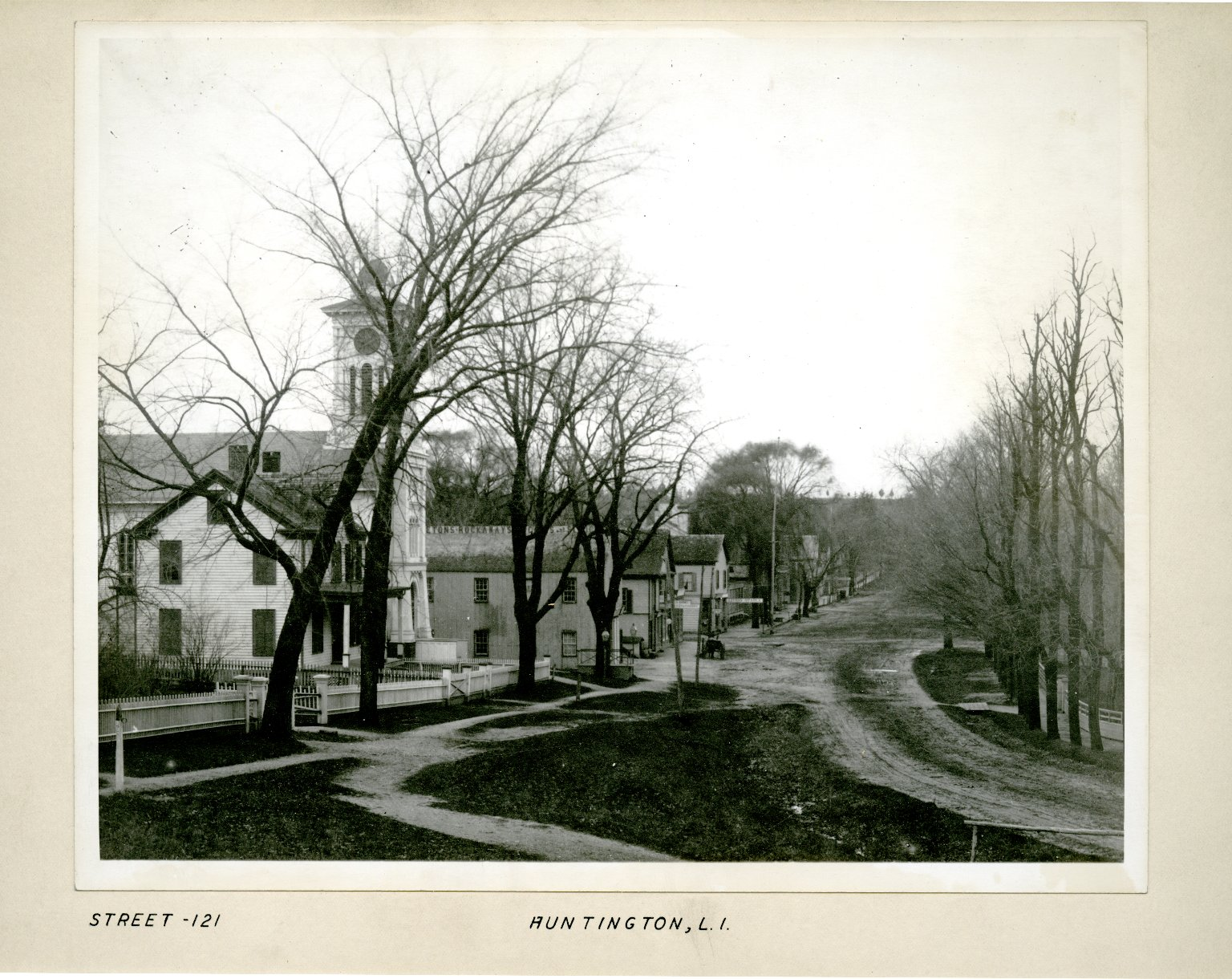
1907年5月、ロングアイランドのハンティントンの通り。ジョージ・ブラッドフォード・ブレイナード撮影。ブルックリン美術館

- 第二次世界大戦後、ハンティントンの人口が爆発的に伸びた。農場やリゾートにも家や道ができて、ニューヨークの近場にあるベッドタウンへと変貌を遂げていった[2]。

## 人口
| 資料名          | 人口    | 白人   | 黒人  | アジア系 | アメリカ先住民 | 太平洋諸島民 | ヒスパニックや ラテン系 | その他 | 混血系 |
| --------------- | ------- | ------ | ----- | -------- | -------------- | ------------ | ----------------------- | ------ | ------ |
| 2000年 国勢調査 | 195,289 | 88.31% | 4.22% | 3.50%    | 0.13%          | 0.02%        | 6.58%                   | 2.27%  | 1.55%  |
| 2010年 国勢調査 | 203,264 | 84.15% | 4.68% | 4.96%    | 0.20%          | 0.02%        | 11.00%                  | 3.89%  | 2.10%  |

2000年現在の国勢調査によると、この町には19万5289人（6万5917世帯、5万2338家族）が暮らしていた。人口密度は802.5人/km2だった。人種的な構成は上の表のとおりである。
年齢別にみると、18歳未満が25.5％、18-24歳が5.8％、25-44歳が30.2％、45歳-64歳が25.5％、65歳以上が13.1％。 年齢の中央値は39歳となった。平均的な1世帯当たりの構成人数は2.91人である。
2007年推計によると、町の平均世帯収入は10万2865ドルで、家族の平均収入は11万3119ドルだった。男女の収入差は、男性平均が6万1748ドルで女性平均が4万0825ドルだった。家族の約2.9％および人口の4.6％は貧困線以下である。年齢別にみると、18歳未満の5.1％および65歳以上の4.6％が貧困線以下の生活をしている。

## 行政
行政には4人で構成される町議会があり、彼らは全員が選挙区の選挙で選ばれる。自治体の長となる町政執行官（Town supervisor）は町全体により選出される。他に選任される職種として、町役場書記官、高速道路の管理者、税金の出納係がある。

## 経済
2015年まで、スバーロの本部がハンティントン内のメルヴィル（ニューヨーク州）にあった。
2013年2月、キャノンUSAが新本社をメルヴィルに開設した(1 Canon Park, Melville, NY 11747)。
2002年頃に、スイスインターナショナルエアラインズの北米本部がメルヴィルからヘムステッドに移転した。
1997年、エアリンガスは北米本部をマンハッタンからメルヴィルに移していると発表した。同航空の担当者は、リース費用のコスト削減のためにロングアイランドに引っ越したと語った。同航空会社はボストンとウエストチェスター郡 (ニューヨーク州)の敷地に関しても検討していた。

## 教育

### 大学
ハンティントンには2つの大学がある。
- ファイブ・タウンズ大学（英語版）
- セミナリー・オブ・ザ・イマキュレート・コンセプション（英語版）

### 小・中・高等学校
学区が８つに分かれ、小・中・高等学校が存在する。私立の学校も一部存在する。ここでは名のある高等学校を掲載。
| コールド・スプリング・ハーバー中央学区 - Cold Spring Harbor Jr./Sr. High School コマック学区 - Commack High School エルウッド共同自由学区 - James H. Boyd Intermediate School - John Glenn High School ハーフ・ホロー・ヒルズ中央学区 - Half Hollow Hills High School East - Half Hollow Hills High School West | ハーバーフィールズ中央学区 - Harborfields High School ハンティントン共同自由学区 - Huntington High School ノースポート（東部含む）共同自由学区 - Northport High School ハンティントン南部共同自由学区 - Walt Whitman High School 私立学校 - St. Anthony's High School |  |

## 地方メディア
週刊新聞の「The Long-Islander」や「The Times of Huntington」（1838年創刊）などが、地元のニュースに特化している。『Village Connection Magazine』は、ハンティントンの町に特化したライフスタイルとエンターテイメントの雑誌である。このほかに、AOLが所有するオンライン専門ニュースサイト「Patch」と、独立系のオンラインニュースサイト「the Huntington Buzz」が、ハンティントンにおける問題、人々、イベントに関する地域密着型ニュースを扱っている。

## 文化

### 大衆文化に登場する場所
- 長年続くコミック・ストリップの『The Lockhorns』は、ハンティントンが舞台である。
- NHK教育テレビでも放映されたコメディドラマ『愉快なシーバー家』の舞台がハンティントンである[10]。ただし、シーバー家の住所に出てくるRobin Hood Laneは架空の場所である[11]。番組制作者のニール・マーレンズ（英語版）はハンティントンで育った[12]。
- ノースポートの村が、2012年のドラマ『Smash』のエピソード6で言及された[13]。
- ハンティントンのオヘカ城（英語版）が、2014年のテイラー・スウィフトのシングル「ブランクスペース」のミュージックビデオに登場した。
- オヘカ城は、『救命医ハンク セレブ診療ファイル』というテレビドラマでハンプトンズの場所としても使われた[14]。同ドラマの幾つかのエピソードはハンティントンのウェスト・ネック・ビーチで撮影された[15][16]。
- ハンティントンにあるJon Megarisヘアサロンは、ティナ・フェイとエイミー・ポーラーが主演する2015年の映画『シスターズ』の撮影場所として使われた。

## ゆかりの著名人
- ジェイソン・アレクサンダー、俳優。
- ブライアン・ブルーム、俳優。かつて、ディックス・ヒルズ（英語版）に住んでいた。
- クリスティ・ブリンクリー、モデル[17]
- エドウィン・G・バローズ（英語版）、1999年にピューリッツァー賞（歴史書部門）を受賞[18]。
- ピーター・カランドラ（英語版）、ピアノ奏者、作曲家[19]。
- マライア・キャリー、シンガーソングライター。同都市近郊で生まれ育った。
- ジョン・コルトレーン、サックス奏者。人生の晩年をディックス・ヒルズで過ごした。
- マレーネ・ディートリヒ、女優、歌手[20]。
- アーサー・ダヴ、画家。
- イーディ・ファルコ、女優。 3度のエミー賞を受賞。
- アリソン・ファネリ（英語版）、女優[21]。
- アンドリュー・ゲラー（英語版）、建築家[22][23][24]。
- ジャッキー・グリーソン、コメディアン。夏季をよくアシャローケン（英語版）で過ごした。
- ルーブ・ゴールドバーグ、漫画家。
- ジョージ・グロス、画家[25]。
- トム・ググリオッタ、元バスケットNBA選手。
- ショーン・ハニティー、トークショー司会者。
- ジョン・ヘネシー、スタンフォード大学の学長を務めたほか、Alphabet Inc.（googleの親会社）の会長を歴任[26]。
- トバイアス・ハリス、バスケットNBA選手。
- メリッサ・ジョーン・ハート、女優、歌手。
- エリザベス・ヘンドリクソン（英語版）女優[27]。
- フィフティー・セント、俳優。かつてディックス・ヒルズに住んでいた[28][29]。
- ビリー・ジョエル、シンガーソングライター[30]。
- スザンナ・カルーア、屋内60メートルハードルの記録保持者。ハンティントン生まれ。
- ダリウス・カスパレイティス（英語版）、元アイスホッケーNHL 選手[31]。
- ジャック・ケルアック、小説家[32]。
- フィオレロ・ラガーディア、元ニューヨーク市長。
- チャールズ・リンドバーグ、飛行士。人類初の大西洋単独無着陸飛行を成し遂げる[17]。
- リンジー・ローハン、女優。幼少期や十代（高校時代）の一部をコールド・スプリング・ハーバーで過ごす。
- マーク・ロモナコ、プロレスラー。ディックス・ヒルズ育ち。
- キャリー・ローウェル、女優。 ハンティントン生まれ。
- パティ・ルポーン、歌手でトニー賞を受賞[33] 。高校までノース・ポート育ち。
- ラルフ・マッチオ、俳優。ディックス・ヒルズ育ち。
- アシュリー・マッサーロ、元WWEの女性プロレスラー。
- クリス・メッシーナ、俳優[34][35][36]。
- ディナ・メイヤー、女優。
- ダン・ミラノ（英語版）、声優[37][38]。
- ポール・スティーブン・ミラー（英語版）、教授。2009年にオバマ大統領の特別補佐官 を務める。
- ブルース・モリソン（英語版）、元コネチカット州議会議員。 ノースポートで育ち、ノースポート高校に通った[39]。
- ジム・ニュー（英語版）、劇作家(1943-2010)[40]。
- ロージー・オドネル、コメディアン、司会者。コマック育ち。
- ユージン・オニール、劇作家。1936年にノーベル文学賞受賞。
- ローラ・ペルゴリッジ、歌手。
- メアリー・ピックフォード、女優。
- アリア・サバー（英語版）、科学者。アメリカ史上、最も若くして（18歳で）教授になった[41]。
- アントワーヌ・ド・サン＝テグジュペリ、作家。アシャローケンの地で1942年に『星の王子さま』を書いた。
- ジョン・スカーティ（英語版）、俳優[42]。
- クレイグ・リッチ・シェイナック（英語版）、俳優[43]。
- シンディ・シャーマン、写真家。
- ディー・スナイダー、ロックミュージシャン。
- ヘンリー・ルイス・スティムソン、政治家。ハーバート・フーヴァー大統領下で国務長官を務めたほか、ウィリアム・タフト大統領とフランクリン・ルーズベルト大統領の時に陸軍長官を歴任[44]。
- ウォーリー・ザービアック、バスケットNBA選手。コールド・スプリング・ハーバー高校に通った。
- ジェームズ・ワトソン、分子生物学者。1962年にノーベル生理学・医学賞を受賞。コールド・スプリング・ハーバー研究所の元所長。
- ジェームズ・ウェザービー、宇宙飛行士[45]。
- メグ・ホイットマン、実業家。eBayの元最高経営責任者（CEO）。ロイド・ハーバー（英語版）で育ち、 コールド・スプリング・ハーバー高校を卒業。
- ウォルト・ホイットマン、詩人。

## 交通

### 鉄道
ロングアイランド鉄道のポートジェファーソン支線が通っていて、コールドスプリングハーバーからノースポートまで4駅がある。 

### バス
主にHuntington Area Rapid Transit社のバスが運行されているが、一部地域でSuffolk County Transit社のバスも運行している。

### 主要道路
詳細は、ニューヨーク、サフォーク郡の国道のリストを参照。
- 州間高速道路495号線、はロングアイランド高速道路 (LIE) のことで、ハンティントン唯一の州間高速道路。Exit48からExit52まで5つのインターチェンジがある。
- ノーザン・ステート・パークウェイ（英語版）
- ニューヨーク州道 25A線
- ニューヨーク州道 25号線
- オールド・カントリー・ロード（英語版）
- ニューヨーク州道 108号線
- ニューヨーク州道 110号線
- ニューヨーク州道 231号線
- 郡道 2号線 (サフォーク郡)
- 郡道 3号線 (サフォーク郡)
- 郡道 35号線 (サフォーク郡)
- 郡道 67号線 (サフォーク郡)